# Early Sessions
Early Sessions – album kompilacyjny amerykańskiego trębacza jazzowego Joego Gordona, wydany w 2005 roku z numerem katalogowym FSRCD 380 nakładem Fresh Sound Records.

## Lista utworów
Opracowano na podstawie materiału źródłowego.
| Nr  | Tytuł utworu         | Muzyka          | Długość |
| --- | -------------------- | --------------- | ------- |
| 1.  | „Rifftide”           | Coleman Hawkins | 6:27    |
| 2.  | „Lady Bob”           | Quincy Jones    | 6:54    |
| 3.  | „Grasshopper”        | Jones           | 6:55    |
| 4.  | „The Theme”          | Miles Davis     | 7:38    |
| 5.  | „Bous Bier”          | Jones           | 6:45    |
| 6.  | „Xochimilco”         | Joe Gordon      | 6:16    |
| 7.  | „Evening Lights”     | Gordon          | 4:18    |
| 8.  | „Body and Soul”      | Johnny Green    | 4:25    |
| 9.  | „Minority”           | Gigi Gryce      | 3:07    |
| 10. | „Salute to Birdland” | Gryce           | 2:59    |
| 11. | „Eleanor”            | Gryce           | 2:53    |
| 12. | „Futurity”           | Gryce           | 2:55    |
| 13. | „Simplicity”         | Gryce           | 2:50    |
| 14. | „Strictly Romantic”  | Gryce           | 2:46    |
| 15. | „Hello!”             | Gryce           | 2:40    |
| 16. | „Mayreh”             | Horace Silver   | 3:12    |
|     |                      |                 | 1:13:00 |

## Twórcy
Opracowano na podstawie materiału źródłowego.
Muzycy:
3, 8 września 1954 (utwory 1-8):
- Joe Gordon – trąbka
- Charlie Rouse – saksofon tenorowy
- Junior Mance – fortepian
- Jimmy Schenck – kontrabas
- Art Blakey – perkusja

20 maja 1954 (utwory 9-16):
- Joe Gordon – trąbka
- Gigi Gryce – saksofon altowy
- Walter Bishop – fortepian
- Jimmy Bernie Griggs – kontrabas
- Art Blakey – perkusja
- Sabu Martínez – kongi (w Futurity)

Produkcja:
- Bob Shad – produkcja muzyczna
- Jordi Pujol – produkcja muzyczna (CD)
- Robert Parent – fotografia na okładce